# Kimberly Williams-Paisley
Kimberly Williams-Paisley (født 14. september 1971 i Rye i New York) er en amerikansk skuespillerinde. Hun er bedst kendt for rollen som "Annie Banks" i filmene Brudens far og Brudens far 2, sammen med Steve Martin og Diane Keaton, samt i  rollen som "Dana" i sitcomserien According to Jim.
Hun afbrød sit studie ved Northwestern University på andetåret for at indspille filmen Brudens far, men returnerede for at fuldføre sin grad. Efter at have giftet sig med countrystjernen Brad Paisley i 2003, tog hun ægtemandens efternavn for at undgå at blive forvekslet med Playboy-modellen og brunetten Kimberly Williams. Hun har også en søster som er skuespillerinde, Ashley Williams, samt en bror, Jay Williams.
Brad Paisley har udtalt, at Kim var inspirationskilden til hans hit "Little Moments" fra 2004. De første linjer i sangen er inspireret af den første gang han hørte hende bande, samt den gang hun rødmede da han fandt en bule i sin bil.

## Filmografi
| År   | Titel                                    | Rolle                 | Kommentar      |
| ---- | ---------------------------------------- | --------------------- | -------------- |
| 2007 | We Are...Marshall                        | Sandy Lengyel         |                |
| 2006 | How to Eat Fried Worms                   | Mor                   |                |
| 2005 | Porco Rosso                              | Fio                   | Direkte på DVD |
| 2004 | Identity Theft: The Michelle Brown Story | Michelle Brown        | TV-film        |
| 2003 | How to Go Out On a Date In Queens        |                       | TV-film        |
| 2003 | Lucky 7                                  | Amy Myer              |                |
| 2002 | The Christmas Shoes                      | Maggie Andrews        | TV-film        |
| 2001 | Ten Tiny Love Stories                    |                       |                |
| 2001 | According to Jim                         | Dana                  | TV-serie       |
| 2001 | Following the Stars Home                 | Dianne Parker-McCune  | TV-film        |
| 2000 | The 10th Kingdom                         | Virginia Lewis        | Miniserie      |
| 1999 | Simpatico                                | Unge Rosie            |                |
| 1999 | Elephant Juice                           | Dodie                 |                |
| 1999 | Just a Little Harmless Sex               | Alison                |                |
| 1998 | Safe House                               | Andi Travers          | TV-film        |
| 1996 | The War at Home                          | Karen Collier         |                |
| 1996 | Relativity                               | Isabel Lukens         | TV-serie       |
| 1996 | Jake's Women                             | Molly                 | TV-film        |
| 1995 | Brudens far 2                            | Annie Banks-MacKenzie |                |
| 1995 | Coldblooded                              | Jasmine               |                |
| 1993 | Samuel Beckett is Coming Soon            | Kim                   |                |
| 1993 | Indian Summer                            | Gwen Daugherty        |                |
| 1991 | Brudens far                              | Annie Banks           |                |
| 1990 | Stood Up                                 | Vanessa               | TV-film        |